# Nasa dillonii
Nasa dillonii är en brännreveväxtart som beskrevs av Weigend. Nasa dillonii ingår i släktet färgkronor, och familjen brännreveväxter. Inga underarter finns listade i Catalogue of Life.